# Marc Oliveras
Marc Oliveras Gabarre (* 20. Dezember 1991 in Barcelona) ist ein ehemaliger andorranischer Skirennläufer und Freestyle-Skier.

## Werdegang
Oliveras bestritt sein erstes internationales Rennen am 6. Januar 2007 bei einem FIS-Rennen in Espot. Sein Weltcupdebüt gab er im Dezember 2010 im Super-G von Gröden, den er als 54. beendete. Sein bestes Weltcupresultat erreichte er in der Kombination von Wengen 2014 mit dem 38. Platz. 2013 nahm er an den Weltmeisterschaften teil. Sein bestes Resultat war der 27. Platz in der Kombination. 2014 nahm er an den olympischen Spielen teil. Sein bestes Resultat war der 31. Platz, wieder in der Kombination. Bei der Universiade 2015 erreichte er den 2. Platz im Super-G.
2019 beendete Oliveras seine Karriere als Alpiner Skirennläufer und wechselte zum Skicross. Er startete in der Saison 2019/20 im Europacup, ohne dabei jedoch größere Erfolge zu erzielen, woraufhin er seine Karriere als Sportler endgültig beendete.

## Erfolge

### Olympische Winterspiele
- Sotschi 2014: 31. Super Kombination, 34. Super G, 38. Riesenslalom, 40. Abfahrt
- Pyeongchang 2018: 29. Kombination, 33. Super-G

### Weltmeisterschaften
- Schladming 2013: 27. Super Kombination, 32. Abfahrt, DNF Super G, DNF Riesenslalom
- St. Moritz 2017: 33. Super-G, 36. Abfahrt, 37. Kombination
- Åre 2019: 35. Super-G, 44. Abfahrt

### Universiade
- Granada 2015: 2. Super G, 12. Riesenslalom, DNF Super Kombination

### Juniorenweltmeisterschaften
- Garmisch-Partenkirchen 2009: 47. Super G, 61. Abfahrt,  DSQ Riesenslalom, DNF Slalom
- Haute-Savoie 2010: 40. Super G, 52. Abfahrt, 56. Riesenslalom,  DNF1 Slalom
- Crans-Montana 2011: 50. Abfahrt, 53. Super G, 57. Riesenslalom, DNS2 Slalom,

### South American Cup
| Saison | Gesamt | Gesamt | Abfahrt | Abfahrt | Super-G | Super-G | Riesenslalom | Riesenslalom | Slalom | Slalom | Kombination | Kombination |
| Saison | Punkte | Platz  | Punkte  | Platz   | Punkte  | Platz   | Punkte       | Platz        | Punkte | Platz  | Punkte      | Platz       |
| ------ | ------ | ------ | ------- | ------- | ------- | ------- | ------------ | ------------ | ------ | ------ | ----------- | ----------- |
| 2012   | 26     | 57.    | 18      | 22.     | 8       | 31.     | -            | -            | -      | -      | -           | -           |
| 2013   | 3      | 149.   | 3       | 34.     | -       | -       | -            | -            | -      | -      | -           | -           |
| 2015   | 58     | 55.    | 13      | 29.     | 45      | 17.     | -            | -            | -      | -      | -           | -           |

### Europacup
| Saison | Gesamt | Gesamt | Abfahrt | Abfahrt | Super-G | Super-G | Riesenslalom | Riesenslalom | Slalom | Slalom | Kombination | Kombination |
| Saison | Punkte | Platz  | Punkte  | Platz   | Punkte  | Platz   | Punkte       | Platz        | Punkte | Platz  | Punkte      | Platz       |
| ------ | ------ | ------ | ------- | ------- | ------- | ------- | ------------ | ------------ | ------ | ------ | ----------- | ----------- |
| 2013   | 2      | 221.   | -       | -       | 2       | 73.     | -            | -            | -      | -      | -           | -           |
| 2014   | 5      | 201.   | -       | -       | -       | -       | 3            | 81.          | -      | -      | 2           | 43.         |

### Nor-Am Cup
| Saison | Gesamt | Gesamt | Abfahrt | Abfahrt | Super-G | Super-G | Riesenslalom | Riesenslalom | Slalom | Slalom | Kombination | Kombination |
| Saison | Punkte | Platz  | Punkte  | Platz   | Punkte  | Platz   | Punkte       | Platz        | Punkte | Platz  | Punkte      | Platz       |
| ------ | ------ | ------ | ------- | ------- | ------- | ------- | ------------ | ------------ | ------ | ------ | ----------- | ----------- |
| 2014   | 6      | 169.   | 6       | 54.     | -       | -       | -            | -            | -      | -      | -           | -           |

### Weitere Erfolge
- 6 Siege in FIS-Rennen
- Andorranischer Super-G-Staatsmeister 2014